# Comunidades campesinas del Perú
Comunidad campesina o comunidad andina se refiere en Perú a una población rural vinculada ancestralmente a un territorio y reconocida por sus vecinos. Aproximadamente el 90 % de las comunidades campesinas en Perú se ubican en la sierra y el resto en la costa y la Amazonía del Perú.

## Definiciones
De acuerdo al Estado peruano, se tiene la siguiente definición de comunidad campesina:

Las Comunidades Campesinas son organizaciones de interés público, con existencia legal y personería jurídica integradas por familias que habitan y controlan determinados territorios, ligadas por vínculos ancestrales, sociales, económicos y culturales, expresados en la propiedad comunal de la tierra, el trabajo comunal, la ayuda mutua, el gobierno democrático y el desarrollo de actividades multisectoriales, cuyos fines se orientan a la realización plena de sus miembros y del país.
Artículo 2, Ley General de Comunidades Campesinas. Ley n. 24656

La comunidad campesina realiza actividades económicas vinculadas a la agricultura y ganadería. En una comunidad, una familia suele tener una parcela de terreno que es propiedad colectiva de la comunidad «en donde practica una agricultura para su subsistencia y desde donde normalmente obtiene forraje para su ganado que utiliza como mecanismo de ahorro e intercambio».

## Demografía

### Censo de 2017
De acuerdo a los resultados de los Censos Nacionales 2017 realizado del 23 de octubre al 6 de noviembre de 2017, existen 6682 comunidades campesinas en Perú distribuidas en las 24 departamentos del país, de las cuales el 64 % (4276 comunidades del total) se definen también como pertenecientes a un pueblo  originario o indígena.

## Derechos

### Derecho a la consulta previa
Las comunidades campesinas, como pueblos originarios, son sujetos de derecho a la consulta previa reconocido en el Convenio 169 de la Organización Internacional del Trabajo (OIT) en los siguientes casos:
- Se explotan recursos naturales en su territorio.
- Se emite una ley u ordenanza que los afecta directamente.
- Se realiza una obra de infraestructura que cambiará su modo de vida.
- Se elaboren políticas públicas que busquen atenderlos, entre otro tipo de políticas.

### Derechos lingüísticos
De acuerdo al artículo 6 del Decreto Supremo n.º 004-2016-MC publicada en el diario oficial El Peruano se establece que las personas de comunidades originarias de Perú tiene los siguientes derechos, entre ellos:
- Usar la lengua indígena u originaria en forma oral y escrita en cualquier espacio público o privado.
- Ser atendido/a y recibir información oral, escrita o audiovisual en su lengua indígena u originaria en las entidades públicas y privadas que prestan servicios públicos, según lo establecido en el artículo 4.1 de la Ley N° 29735.
- Recibir educación en su lengua indígena u originaria en forma oral y escrita en todos los niveles de educación.

### Celebración de bodas especiales
El Código Civil del Perú en su Artículo 262 faculta a las comunidades campesinas a la celebración de bodas civiles bajo sus propios ritos y tradiciones. No obstante, para que tenga plena validez legal debe conformarse un comité especial para este fin, conformado por la autoridad educativa local y los dos directivos de mayor rango jerárquico de la comunidad.

## Ejemplos de comunidades campesinas
- Vicos (Áncash)
- Salinas Huito (Arequipa)
- Ochuro (Arequipa)
- Tiquihua (Ayacucho)
- Azapampa (Junín)
- Uñas (Junín)

## Diferencia con la comunidad nativa
En Perú, las comunidades campesinas y las comunidades nativas son dos tipos de poblaciones rurales que tienen reconocimiento constitucional. Sin embargo, no son equivalentes, ya que las comunidades campesinas se ubican mayormente en zonas andinas, mientras que las comunidades nativas se ubican en zonas amazónicas. Además, está última hace alusión a tribus u otros grupos que habitan en esa zona.

### Legislación
- «Ley General de Comunidades Campesinas (n. 24656)». Norma (Congreso de la República del Perú). 1987.
- «Ley n. 29735, Ley que regula el uso, preservación, desarrollo, recuperación, fomento y difusión de las lenguas originarias del Perú». Norma (Congreso de la República del Perú). 2011.

### Estadísticas
- «Resultados Definitivos del I Censo de Comunidades Campesinas». Censos Nacionales 2017: XII de Población, VII de Vivienda y III de Comunidades Indígenas (Instituto Nacional de Estadística e Informática (INEI)). diciembre de 2018. Consultado el 1 de septiembre de 2019.

### Académica
- Gonzáles de Olarte, Efraín (1986). «Economía de la comunidad campesina : aproximación regional». Instituto de Estudios Peruanos (IEP). Consultado el 29 de agosto de 2019.